# Sàdaqa ibn Dubays
Sayf-ad-Dawla Sàdaqa (II) ibn Dubays fou emir mazyàdida d'al-Hilla, fill de Dubays (II) ibn Sàdaqa, al qual va succeir quan fou assassinat pel seljúcida Massud ibn Muhàmmad el 1135
Va sostenir a Massud ibn Muhàmmad contra el seu nebot Daud ibn Mahmud, però va morir durant la lluita (1137/1138) i el va succeir el seu germà Muhàmmad ibn Dubays.